# Madarganj
Madarganj (en bengali : মাদারগঞ্জ) est une upazila du Bangladesh dans le district de Jamalpur. En 1991, on y dénombrait 201 995 habitants.